# Moultrie
Moultrie é uma cidade localizada no estado americano de Geórgia, no Condado de Colquitt.

## Demografia
Segundo o censo americano de 2000, a sua população era de 14.387 habitantes.
Em 2006, foi estimada uma população de 15.260, um aumento de 873 (6.1%).

## Geografia
De acordo com o United States Census Bureau tem uma área de 36,9 km², dos quais 36,8 km² cobertos por terra e 0,1 km² cobertos por água. Moultrie localiza-se a aproximadamente 102 m acima do nível do mar.

## Localidades na vizinhança
O diagrama seguinte representa as localidades num raio de 20 km ao redor de Moultrie.